# Zhang Xiaoping
Zhang Xiaoping (張小平T, 张小平S, Zhāng XiǎopíngP; Xilinhot, 1º aprile 1982) è un pugile cinese, della categoria dei pesi mediomassimi.

## Carriera pugilistica
Al torneo di pugilato delle Olimpiadi di Pechino del 2008 ha vinto la medaglia d'oro nella categoria dei pesi massimi leggeri, battendo in finale l'irlandese Kenneth Egan.